# تيوكريديوم بارفيفوليوم
تيوكريديوم بارفيفوليوم (Teucridium parvifolium)، هو نوع من النباتات المزهرة دائمة الخضرة عريضة الأوراق، ذات أوراق خضراء وأزهار بيضاء في فصلي الربيع والشتاء، تنتمي إلى العائلة الشفوية.
وصفه جوزيف دالتون هوكر كنوع وحيد في هذا الجنس لأول مرة في عام 1853 بإسم تيوكريديوم بارفيفوليوم.
موطنه الأصلي نيوزيلندا.